# リベラトリックス (小惑星)
リベラトリックス (125 Liberatrix) は、小惑星帯に位置する小惑星の一つ。表面の反射率が比較的高く、M型小惑星に分類される。リベラトリックス族という小惑星族を代表する小惑星とされるが、別の小惑星族に所属しているという意見もある。
1872年9月11日にフランスの天文学者、プロスペール＝マティユー・アンリにより発見された。プロスペールと兄のポール＝ピエールは二人合わせて14個の小惑星を発見したが、これはその最初のものである。
この名前はラテン語で「解放者」といった意味があり、フランスが1870年に第二帝政から解放されたことを記念して命名されたと考えられている（第三共和制初代大統領のアドルフ・ティエール、またはジャンヌ・ダルクのことだという説もある）。これまでに2回掩蔽が観測されている。またこの小惑星の光度曲線は大きな振幅を持ち、いびつな形をしていると考えられている。